# Myrotské
 (juin 2022).
Myrotské, translittéré aussi en Myrotske ou Mirotskoïe, est un village situé dans le raïon de Boutcha, lui même situé dans l’oblast de Kiev, en Ukraine.

## Historique

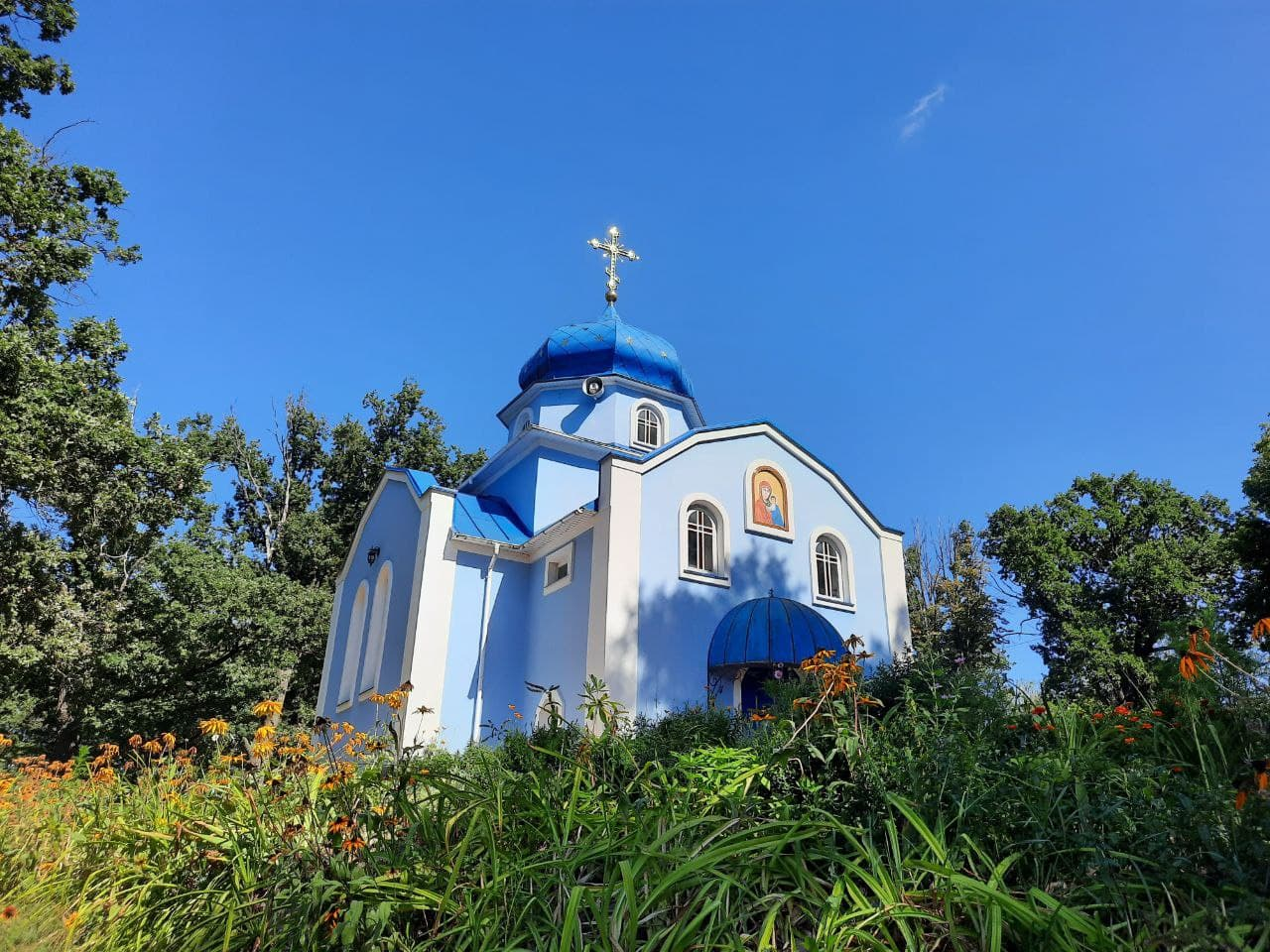
Église Notre-Dame-de-Kazan.

Lors de l’invasion de l’Ukraine par la Russie, le village est occupé par l’armée russe. Après la retraite des troupes russes, trois corps mutilés d’ukrainiens assassinés sont exhumés en avril 2022, suivi de ceux de sept autres victimes de crimes de guerre en juin 2022,.